# Mágikus balszerencse
A Bad Day At Black Rock az Odaát című televíziós sorozat harmadik évadjának harmadik epizódja.

## Cselekmény
Sam elmeséli Deannek, hogy egy démonlány a segítségét ajánlotta fel nekik, amikor is apjuk megtartott telefonja csörögni kezd a kocsiban. Sam felveszi, és apja egyik álnevét használva megtudja, hogy John Buffalo külterületén lévő raktárába ismeretlenek betörtek.
A fivérek ellátogatnak a számukra ismeretlen épületbe, és rájönnek, a sok-sok régi vadász és mágikus holmik közül eltűnt egy átokláda. A fiúk nem tudják, mi lehetett a ládában, ám hamar rájönnek, hogy a betörők hová mentek, ugyanis a raktár biztonsági kamerája rögzítette azok autóját.
Dean és Sam így pisztollyal a kezükben meglátogatják az egyik városi társasházban pókerező naplopót, Wayne-t és Grossmant, akik elmondják, hogy a ládában egy nyúlláb volt, majd a fivérekre támadnak. A két rosszfiú némi szerencsével felülkerekedik Deanéken, ám mikor Sam kezébe kerül a nyúlláb, Wayne és társa saját szerencsétlenségükkel kiütik magukat.
Távozásuk után Sam rájön, hogy a láb valamilyen módon szerencsét hoz tulajdonosára, ám Bobby később elmondja neki telefonon, hogy ez egy igen veszélyes holmi, melyet ha tulajdonosa elveszít (márpedig egyszer el fog), a balszerencse fogja üldözni, valószínűleg így néhány nap után meghal.
Winchesterék beülnek egy étterembe enni, ahol kiderül, ők az 1 000 000. látogatók, így megjutalmazzák őket, ráadásul képet is készítenek róluk a hely weboldalára. Csakhogy mialatt a fiúk megkajálnak, az egyik pincérnő eltereli figyelmüket, és ellopja a nyúllábat, így ezután Samet üldözni kezdi a balsors.
Dean és Sam visszatérnek Grossmanhez, aki éppen Wayne-t gyászolja, mivel az a fivérek korábbi távozása után balesetben meghalt (felnyársalta magát egy villára). Grossman hosszas győzködés után végre elárulja megbízója álnevét, melynek alapján Bobby kinyomozza, hogy a nyúlláb egy Bela Talbot nevű nőnél van, aki New Yorkban lakik.
A fiúk így New Yorkba utaznak, ahol Samet a hotelben marasztalja Dean, ő maga pedig meglátogatja Belát. A fiúnak sikerül megkaparintania a lábat a természetfeletti holmikkal kereskedő nőtől, így az hiába lő rá, nem találja el, így sikeresen elmenekül.
Ez idő alatt a hotelben Samet elfogja két fickó, Kubrick és Creedy, akik a börtönben raboskodó Gordon Walker megbízására akarják megölni a fivéreket, mivel úgy hiszik, a démonok oldalán állnak. Csakhogy Sam verése közben betoppan Dean, és szerencséjét kihasználva ártalmatlanná teszi a két rosszfiút.
Ezután Winchesterék ellátogatnak egy közeli temetőbe, ahol ugyan Bela is megjelenik és magának követeli a nyúllábat, azt végül ő maga égeti el. Dean később észreveszi, hogy a több ezer dollárt érő sorsjegyek eltűntek, ám ekkor már késő, Bela elhajt autójával…

## Természetfeletti lények

### Szerencsehozó nyúlláb
Ezt a nyúllábat az 1900-as években készítette egy varázslónő, melynek segítségével hatalmas szerencsére tett szert. Amint a lábat valaki megérintette, az élet minden részén szerencsésnek tudhatta magát, ám a láb elvesztése után tömérdek balszerencse zúdult nyakába, így néhány napon belül meg is halt.
A lábat valaha egy péntek 13.-ára eső telihold éjszakáján készítették hoodo mágiával, elpusztítani pedig csak temetőben lehet, méghozzá cayenne borssal és őrölt csonttal kell elégetni.

## Időpontok és helyszínek
- 2007. tavasza

– Black Rock, Buffalo külterülete
– Queens, New York

## Zenék
- Daniel May – Women's Wear
- Mary Ford and Les Paul – Vaya Con Dios

## Külső hivatkozások
- Supernatural-Bad Day At Black Rock az Internet Movie Database oldalon (angolul)